# Nothofagus pseudoresinosa
Nothofagus pseudoresinosa Steenis – gatunek rośliny z rodziny bukanowatych (Nothofagaceae). Występuje naturalnie na Nowej Gwinei. 

## Morfologia
PokrójZimozielone drzewo dorastające do 30–40 m wysokości.
OwoceOrzechy osadzone po jednym w kupulach. Kupule powstają ze zrośnięcia dwóch liści przykwiatowych.

## Biologia i ekologia
Rośnie w lasach zrzucających liście. Występuje na wysokości od 2500 do 3200 m n.p.m.